# 12-ті (принца Уельського королівські) улани
12-ті (принца Уельського королівські) улани (англ. 12th (Prince Of Wales's Royal) Lancers) — кавалерійський полк Британської армії сформований у 1715 році як драгунський. У 1768 році переформований в легкий драгунський, а у 1816 році — в уланський. У 1960 році об'єднаний з 9-ми уланами у 9-ті/12-ті королівські улани.

## Історія

### Ранні війни
Полк драгунів був створений у Редінгу бригадним генералом Фінеасом Боулзом в липні 1715 року у відповідь на відповіді на якобітське повстання  та називався Драгунський полк Фінеаса Боулза.  Пізніше того ж року його використовували для конвоювання в’язнів до Лондона. 1718 року полк був включений до складу ірландської армії і відправлений до Ірландії, де він залишався протягом 75 років.